# کانسانو
کانسانو (به ایتالیایی: Cansano) یک کومونه در ایتالیا است که در استان لاکویلا واقع شده‌است.

## خصوصیات
کانسانو ۴۰٫۳۰ کیلومترمربع مساحت و ۲۶۴ نفر جمعیت دارد و ۸۳۵ متر بالاتر از سطح دریا واقع شده‌است.